# Thomée (Schiff)
Die Thomée ist ein schwedisches ehemaliges Dampfschiff, dass 1875 auf der Motala-Werft in Norrköping gebaut wurde. Es wird seit 1880 auf dem Storsjön mit dem Heimathafen Östersund eingesetzt. Namensgeber des Schiffes war Anders Jakob Thomée.
2007 erhielt die Thomée den Titel als schwedisches Kulturdenkmal. 2017 wurde das Schiff auf Dieselbetrieb umgebaut und verlor dadurch diesen Status wieder.